# Xysticus saganus
Xysticus saganus là một loài nhện trong họ Thomisidae.
Loài này thuộc chi Xysticus. Xysticus saganus được Friedrich Wilhelm Bösenberg & Embrik Strand miêu tả năm 1906.